# Falmer Stadium
Falmer Stadium (American Express Stadium) er et stadion i Brighton. Det er hjemmebane for den engelske Premier League-klub Brighton & Hove Albion F.C..